# Dél-ázsiai labdarúgó-szövetség
A Dél-ázsiai labdarúgó-szövetség (angolul: South Asian Football Federation, röviden: SAFF) 1997-ben alakult. A regionális szövetségnek jelenleg 8 teljes jogú tagállama van. Az alapító tagok voltak: Banglades, India, a Maldív-szigetek, Nepál, Pakisztán és Srí Lanka. Bhután 2000-ben csatlakozott. 2005 és 2015 között Afganisztán is tagja volt a szövetségnek, de kilépett és átjelentkezett az újonnan megalakult Közép-ázsiai labdarúgó-szövetségbe.
A szövetség szervezi a Dél-ázsiai labdarúgó-bajnokságot.
A SAFF célkitűzése a folyamatos átalakulás előtérbe helyezésével fejleszteni a Nyugat-ázsiai labdarúgást az egységesség és a szolidaritás megerősítésének jegyében, és a labdarúgáson keresztül közreműködni a béke megteremtésében.

## Tagállamok
- Banglades
- Bhután
- India
- Maldív-szigetek
- Nepál
- Pakisztán
- Srí Lanka

## Labdarúgó-események
- Dél-ázsiai labdarúgó-bajnokság
- Női Dél-ázsiai labdarúgó-bajnokság

## Külső hivatkozások
A SAFF hivatalos weboldala